# 刘劲荣
刘劲荣（1964年1月—），拉祜族，云南省澜沧县人，中国民族学专家。

## 生平
1980年，澜沧二中毕业，1980年12月参加工作，先后在澜沧县会计辅导站、云南省计经委、澜沧拉祜族自治县政府办公室等单位工作。1984年，考入云南民族学院中国少数民族语言文学系拉祜语专业学习，1986年，毕业留校任教，师从常骇恩主攻拉祜语言文学，1996年考取云南民族学院中国少数民族语言文学系研究生，1998年毕业。历任拉祜语教研室主任校团委委员、团委书记、党委委员、教工党支部书记、系副主任、党委书记等职。2002年8月，晋升为教授。2004年，考取南开大学文学院语言学及应用言学博士。后担任云南民族大学民族文化学院院长、民族语言研究所所长、云南省校语言教学研究会理事、云南省民族学会常务理事、拉祜族研究会常务副长兼秘书长、中国民族语言学会会员等职位。